# Erand Hoxha (aktor)
Erand Hoxha (ur. 5 grudnia 1987) – albański aktor i producent filmowy. Jest znany z udziału w filmie Szybcy i wściekli 8.

## Życiorys
Erand odkrył swoją aktorską pasję w młodym wieku. Chociaż ukończył prawo na jednym z albańskich uniwersytetów i pracował jako prawnik przez ponad 3 lata w biurze swojego ojca, nie porzucił swoich aktorskich ambicji. W 2013 po raz pierwszy otrzymał możliwość zagrania w filmie.
Erand Hoxha poza aktorstwem posiada również doświadczenie w reżyserii i produkcji, współpracował w jednej z albańskich produkcji kinowej odnoszących międzynarodowe sukcesy; był to film Koneser z 2013 roku.

## Filmografia

### Filmy
| Rok  | Tytuł                    | Rola              |
| ---- | ------------------------ | ----------------- |
| 2013 | Koneser                  | diler             |
| 2013 | Combustión               | Gorila 2          |
| 2014 | Jack Ryan: Teoria chaosu | szofer Cherevina  |
| 2014 | Na uwięzi                | prawnik           |
| 2014 | Albańska akcja           |                   |
| 2015 | Si accettano miracoli    | Luca              |
| 2015 | Lawalantula              | ogłuszacz pająków |
| 2015 | Drejt Fundit             | Papo              |
| 2016 | Na krótki dystans        | Policjant 2       |
| 2016 | Pit Stop Mafia           | Zjarrmi           |
| 2016 | Uderzenie                | Capo              |
| 2016 | Una                      | pakowacz          |
| 2016 | Droga wojownika          | Andy              |
| 2017 | Szybcy i wściekli 8      | turysta           |
| 2017 | Elvis Walks Home         | De Niro           |
| 2019 | Bałkańska krew           | Cardozo           |

### Seriale
| Rok  | Tytuł                             | Rola      | Uwagi                |
| ---- | --------------------------------- | --------- | -------------------- |
| 2015 | Longmire                          | Rolf      | Odcinek 9 sezonu 4   |
| 2015 | Kobra – oddział specjalny         | policjant | Odcinek 1 sezonu 21  |
| 2016 | Prawdziwy detektyw                | Hogan     | Odcinek 4 sezonu 1   |
| 2016 | Quantum Break                     | snajper   | Odcinki 3-4 sezonu 1 |
| 2016 | Fuoco amico TF45 - Eroe per amore | policjant | Odcinki 1-8          |